# Commissionnaire de transport
Le commissionnaire de transport, est un intermédiaire de commerce, organisateur de transport de marchandises. Il s'agit d'une profession réglementée.
Selon la fiche de la Chambre de commerce et d'industrie de Strasbourg, l’activité de commissionnaire de transport est une opération commerciale par laquelle le commissionnaire organise et fait exécuter sous sa responsabilité et en son propre nom, un transport de marchandises selon les modes de son choix pour le compte d’un commettant. Les activités de groupage, d’affrètement, de bureau de ville ou d’organisation de transport relèvent de la même réglementation. 
On notera que ce terme de commissionnaire de transport n'est utilisé que pour le transport de fret, l'équivalent étant l'agent de voyage,  le voyagiste ou l'affréteur pour le transport de passagers.

## Définition

### Critères fondamentaux de la commission de transport de fret
Supposons un industriel lyonnais devant expédier des marchandises à Córdoba, en Argentine. Cet industriel peut choisir de s'occuper de tout lui-même. Il traitera donc successivement avec un transporteur terrestre français pour l'acheminement de la marchandise jusqu'à Marseille, puis avec un intermédiaire portuaire, puis un transporteur maritime, puis, à nouveau, un intermédiaire portuaire à Buenos Aires et, enfin, un transporteur terrestre argentin pour le parcours final vers Córdoba. On voit la somme de recherches et de frais que cela représenterait et, en outre, l'insécurité juridique qui en découlerait pour l'exportateur : si la marchandise est endommagée en cours de transport, il sera, selon le cas, amené à plaider à Marseille selon le droit français, devant les tribunaux de Córdoba selon le droit argentin, ou encore devant la juridiction déclarée compétente par les clauses figurant au verso du connaissement.
L'industriel lyonnais dispose également d'une seconde solution : s'adresser à un professionnel des transports, qui, après étude de son problème, lui proposera de le prendre en charge moyennant rémunération. À partir de ce moment, l'exportateur se trouvera déchargé de tout souci. C'est son interlocuteur qui s'emploiera à trouver les différents maillons de la chaîne logistique et traiter avec eux. À la tranquillité d'esprit et au gain de temps inhérents à cette seconde formule, s'ajoute un avantage non moins important sur le plan juridique : si un dommage se produit en cours de transport, à quelque moment que ce soit, l'industriel lyonnais pourra se borner à assigner en France le maître d'œuvre de l'opération, qui répondra envers lui de l'ensemble des participants.
Ce maître d'œuvre qui se charge de faire exécuter — et éventuellement d'exécuter lui-même en partie — les opérations administratives et matérielles nécessaires à l'acheminement de la marchandise, en endossant les fautes de ses substitués, est le commissionnaire de transport au sens français du terme. La commission de transport peut s'appliquer à des opérations beaucoup plus élémentaires : elle commence, par exemple, avec la sous-traitance d'un transport routier entre deux villes françaises.
En droit français, le code de commerce définit le commissionnaire comme étant « celui qui agit en son propre nom ou sous un nom social pour le compte d'un commettant ».

### Définition jurisprudentielle
La Cour de Cassation donne actuellement de la commission de transport la définition suivante, reprise par de nombreux arrêts d'appel: «La commission de transport, convention par laquelle le commissionnaire s'engage envers le commettant à accomplir pour le compte de celui-ci les actes juridiques nécessaires au déplacement de la marchandise d'un lieu à un autre, se caractérise par la latitude laissée au commissionnaire d'organiser librement le transport par les voies et moyens de son choix, sous son nom et sous sa responsabilité, ainsi que par le fait que cette convention porte sur le transport de bout en bout».
- Un intermédiaire, ce qui le distingue du transporteur proprement dit;
- Un organisateur, ce qui implique une liberté suffisante dans le choix des modes et entreprises de transport et le différencie du simple mandataire qu'est le transitaire. Plus fondamentalement, la commission de transport suppose une prestation dont le déplacement de la marchandise constitue l'objet principal[7]

Concluant en son nom personnel les contrats nécessaires à la réalisation de l'opération de transport, ce qui le sépare du courtier et, à nouveau, du mandataire. L'intervention d'un commissionnaire de transport amène donc la superposition de deux contrats: l'expéditeur et le commissionnaire sont liés par un contrat de commission de transport, alors que le contrat de transport proprement dit est conclu entre le commissionnaire et le transporteur.
On peut ajouter que la rémunération du commissionnaire de transport prend en général la forme d'un forfait, ne détaillant pas le coût des différentes prestations successives.
Les deux premiers éléments sont essentiels. Il n'y a commission de transport qu'en présence d'une entreprise intervenant comme intermédiaire et avec une marge de manœuvre suffisante dans l'organisation de l'opération. Si le jeu de ces deux premiers critères laisse subsister un doute, on fera application du troisième et on déduira la qualité de commissionnaire du fait que l'entreprise apparaît en nom, comme expéditeur ou chargeur, sur les documents de transport. Le critère tiré de la forme de la rémunération n'interviendra, lui, qu'à titre tout à fait supplétif. Il va, par ailleurs, de soi que la qualité de commissionnaire n'implique pas monopole des transports du client.

### Définition du contrat type sous-traitance
Le contrat type sous-traitance récemment approuvé par décret reprend les éléments de la définition dégagée par la jurisprudence. Il faut entendre par commissionnaire de transport, aussi appelé organisateur de transport de marchandises, «tout prestataire de service qui organise et fait exécuter, sous sa responsabilité et en son nom propre, un transport de marchandises selon les modes et les moyens de son choix pour le compte d'un commettant».
Incidence de la situation administrative.
- L'inscription de l'entreprise au registre des commissionnaires de transport n'est évidemment pas suffisante pour établir qu'elle est intervenue comme telle dans une opération donnée[10] et même si elle peut constituer un élément accessoire pris en considération pour asseoir l'intime conviction des juges[11].

À l'inverse, le défaut d'inscription au registre n'a pas pour effet de priver cet intermédiaire de la qualité de commissionnaire. Dans le même ordre d'idées, il a été jugé que la situation administrative irrégulière du commissionnaire du fait de sa non-inscription ne vicie pas les contrats passés avec ses clients qui n'ont pas à vérifier son habilitation. Ainsi, hors de toute appréciation de la situation administrative de l'entreprise, «l'opération... doit être définie au regard des seuls éléments factuels la constituant». La fiche technique de la chambre de commerce et de l'industrie de Paris précise les conditions d'exercice de la profession.

## Accès à la profession de commissionnaire de transport
En France, l'exercice de la fonction de commissionnaire de transport est réglementé et subordonné à plusieurs conditions:
- Figurer au registre du commerce et des sociétés
- Être inscrit au registre des commissionnaires de transport
- Être titulaire d'une capacité de transport

### Immatriculation au registre du commerce et des sociétés
Son activité étant commerciale, le commissionnaire de transport doit s’immatriculer au registre du commerce et des sociétés (RCS), soit en tant qu’entreprise individuelle, soit sous forme de société commerciale. L’attestation délivrée par la DRE doit accompagner la demande d’immatriculation déposée au Centre de Formalités des Entreprises (CFE) de la Chambre de Commerce et d’Industrie compétente.

### Inscription au registre des commissionnaires de transport de fret
Le commissionnaire de transport doit, en premier lieu, s’inscrire au registre des commissionnaires de transport, tenu par la Direction Régionale de l’Équipement (DRE) du lieu où se situe le siège de l’entreprise ou, à défaut, son établissement principal. La demande d’inscription, qui donne lieu à la délivrance d’un certificat, est déposée auprès du préfet de région. L’inscription est subordonnée à trois conditions que sont : la capacité professionnelle, l'honorabilité et la capacité financière.
L’inscription sur ce registre habilite le commissionnaire à effectuer toute opération de transport sur le territoire métropolitain. Cette inscription est personnelle et incessible : en cas de transmission ou de location du fonds de commerce, le bénéficiaire de la transmission ou le locataire devra demander une nouvelle inscription. Tout changement de nature à modifier la situation de l’entreprise doit être porté à la connaissance du préfet de région dans le délai d’un mois.
Lorsqu’il est constaté des manquements graves ou répétés imputables à un commissionnaire à l’occasion de son activité (non-respect de la réglementation des transports, du travail ou de la sécurité), le préfet de région peut, après avis de la commission des sanctions administratives, radier à titre temporaire ou définitif l’entreprise du registre des commissionnaires.
Les conditions d'inscription au registre des commissionnaires de transport sont détaillées dans les paragraphes suivants.

#### La capacité professionnelle
L’attestation de capacité professionnelle est délivrée par le préfet de région aux personnes répondant à l’une des conditions suivantes :
- La possession d’un diplôme de niveau III (bac +2) soit spécialisé en transport soit de formation juridique, économique, comptable, commerciale ou technique et comportant au moins deux cents heures de gestion ;
- La réussite d’un examen écrit spécifique ;
- L’exercice pendant au moins cinq[16] années consécutives de fonctions de direction ou d’encadrement au sein d’une entreprise de commissionnaire de transport ou de transport routier (sans avoir cessé l’activité depuis plus de trois ans à la date de la demande de l’attestation par l’intéressé).

#### L’honorabilité professionnelle du représentant légal de l’entreprise
Cette condition doit être satisfaite par le commerçant chef d’entreprise individuelle, par les associés et les gérants des sociétés en nom collectif, par les associés commandités et les gérants des sociétés en commandite, par les gérants des sociétés à responsabilité limitée, par le président du conseil d’administration, les membres du directoire et les directeurs généraux des sociétés anonymes, par le président et les dirigeants des sociétés par actions simplifiées, par la personne physique qui assure la direction permanente et effective de l’activité de l’entreprise. 
Est honorable toute personne n’ayant pas fait l’objet d’une condamnation mentionnée au bulletin n°2 du casier judiciaire.

#### La capacité financière
Le décret n°2010-561 du 27 mai 2010 a supprimé l'exigence de la capacité financière du commissionnaire de transport.
(Avant ce décret, le commissionnaire de transport devait disposer de capitaux propres et de réserves ou de garanties bancaires, le plus souvent sous forme de caution,d’un montant total au moins égal à 22 800 euros. le montant des garanties ne pouvait excéder la moitié du montant exigible, soit 11 400 euros.)

### Exercice par les entreprises étrangères
Les ressortissants de l’Union européenne ont accès à la profession de commissionnaire de transport dans les mêmes conditions énumérées que les Français (sous réserve cependant de quelques aménagements concernant les justificatifs à fournir). 
Pour les ressortissants des pays hors Union Européenne, il faut distinguer les pays membres (totale liberté d’établissement sous réserve que conditions d’exercice de la profession soient remplies) ou non membres l’Organisation Mondiale du Commerce où s’applique le principe de réciprocité faut qu’existe un accord bilatéral de réciprocité avec la France l’exercice de l’activité de commissionnaire de transport).[pas clair]
Ces derniers doivent être titulaires d’une carte de commerçant étranger.